# Saint-Jean-le-Blanc, Loiret
Saint-Jean-le-Blanc är en kommun i departementet Loiret i regionen Centre-Val de Loire strax norr Frankrikes mitt. Kommunen ligger i kantonen Saint-Jean-le-Blanc som tillhör arrondissementet Orléans. År 2022 hade Saint-Jean-le-Blanc 9 534 invånare.

## Befolkningsutveckling
Antalet invånare i kommunen Saint-Jean-le-Blanc
| Referens: INSEE |